# Brightwaters (Nueva York)
Brightwaters es una villa ubicada en el condado de Suffolk en el estado estadounidense de Nueva York. En el año 2000 tenía una población de 3,248 habitantes y una densidad poblacional de 1,273.8 personas por km².

## Geografía
Brightwaters se encuentra ubicada en las coordenadas 40°43′17″N 73°15′57″O / 40.72139, -73.26583. Según la Oficina del Censo, la ciudad tiene un área total de 2,7 km² (1 mi²), de la cual 2,5 km² (1 mi²) es tierra y 0,1 km² (0 mi²) (9.02%) es agua.

## Demografía
Según la Oficina del Censo en 2000 los ingresos medios por hogar en la localidad eran de $88,556, y los ingresos medios por familia eran $102,986. Los hombres tenían unos ingresos medios de $60,035 frente a los $49,107 para las mujeres. La renta per cápita para la localidad era de $36,693. Alrededor del 1.8% de la población estaban por debajo del umbral de pobreza.